# Campionati austriaci di sci alpino 1994
I Campionati austriaci di sci alpino 1994 si svolsero nella Pitztal, a Ramsau am Dachstein e a Schladming. Il programma incluse gare di discesa libera, supergigante, slalom gigante, slalom speciale e combinata, sia maschili sia femminili.
Trattandosi di competizioni valide anche ai fini del punteggio FIS, vi parteciparono anche sciatori di altre federazioni, senza che questo consentisse loro di concorrere al titolo nazionale austriaco.

## Risultati

### Uomini

#### Discesa libera
| Pos. | Atleta               | Nazione | Tempo   |
| ---- | -------------------- | ------- | ------- |
| 1    | Patrick Ortlieb      | Austria | 1:17,27 |
| 2    | Hannes Trinkl        | Austria | 1:17,44 |
| 3    | Andreas Schifferer   | Austria | 1:17,54 |
| 4    | Armin Assinger       | Austria | 1:17,69 |
| 5    | Fritz Strobl         | Austria | 1:18,15 |
| 6    | Michael Lichtenegger | Austria | 1:18,25 |
| 7    | Josef Strobl         | Austria | 1:18,49 |
| 8    | Christian Greber     | Austria | 1:18,57 |
| 9    | Christian Hutter     | Austria | 1:19,10 |
| 10   | Peter Pertl          | Austria | 1:19,17 |

Località: Pitztal

#### Supergigante
| Pos. | Atleta               | Nazione  | Tempo   |
| ---- | -------------------- | -------- | ------- |
| 1    | Andreas Schifferer   | Austria  | 1:10,41 |
| 2    | Fritz Strobl         | Austria  | 1:10,54 |
| 3    | Christian Greber     | Austria  | 1:10,88 |
| 4    | Christoph Mätzler    | Svizzera | 1:11,03 |
| 5    | Hans Knauß           | Austria  | 1:11,18 |
| 6    | Armin Assinger       | Austria  | 1:11,20 |
| 7    | Rainer Salzgeber     | Austria  | 1:11,26 |
| 8    | Josef Strobl         | Austria  | 1:11,34 |
| 9    | Michael Lichtenegger | Austria  | 1:11,38 |
| 10   | Manfred Widauer      | Austria  | 1:11,86 |

Località: Pitztal

#### Slalom gigante
| Pos. | Atleta               | Nazione |
| ---- | -------------------- | ------- |
| 1    | Hans Knauß           | Austria |
| 2    | Siegfried Voglreiter | Austria |
| 3    | Rainer Salzgeber     | Austria |

Località: Schladming

#### Slalom speciale
| Pos. | Atleta               | Nazione |
| ---- | -------------------- | ------- |
| 1    | Siegfried Voglreiter | Austria |
| 2    | Hubert Strolz        | Austria |
| 3    | Mario Reiter         | Austria |

Località: Ramsau am Dachstein

#### Combinata
| Pos. | Atleta             | Nazione |
| ---- | ------------------ | ------- |
| 1    | Andreas Schifferer | Austria |
| 2    | Mario Reiter       | Austria |
| 3    | Roland Assinger    | Austria |

Località: Pitztal, Ramsau am Dachstein, Schladming

Classifica stilata attraverso i piazzamenti ottenuti
in discesa libera, slalom gigante e slalom speciale

### Donne

#### Discesa libera
| Pos. | Atleta                | Nazione | Tempo   |
| ---- | --------------------- | ------- | ------- |
| 1    | Alexandra Meissnitzer | Austria | 1:22,38 |
| 2    | Melanie Schöffmann    | Austria | 1:23,23 |
| 3    | Barbara Raggl         | Austria | 1:23,40 |
| 4    | Cornelia Meusburger   | Austria | 1:23,47 |
| 5    | Barbara Sadleder      | Austria | 1:23,65 |
| 6    | Michaela Kofler       | Austria | 1:23,89 |
| 7    | Ingrid Stöckl         | Austria | 1:23,92 |
| 8    | Michaela Dorfmeister  | Austria | 1:24,07 |
| 9    | Marianna Salchinger   | Austria | 1:24,12 |
| 10   | Martina Koschuttnigg  | Austria | 1:24,34 |

Località: Pitztal

#### Supergigante
| Pos. | Atleta                | Nazione | Tempo   |
| ---- | --------------------- | ------- | ------- |
| 1    | Alexandra Meissnitzer | Austria | 1:21,59 |
| 2    | Sylvia Eder           | Austria | 1:23,41 |
| 3    | Michaela Dorfmeister  | Austria | 1:23,58 |
| 4    | Melanie Schöffmann    | Austria | 1:23,97 |
| 5    | Ingrid Stöckl         | Austria | 1:24,02 |
| 6    | Barbara Sadleder      | Austria | 1:24,16 |
| 7    | Barbara Raggl         | Austria | 1:24,36 |
| 8    | Cornelia Meusburger   | Austria | 1:24,40 |
| 9    | Katja Wach            | Austria | 1:24,61 |
| 10   | Michaela Kofler       | Austria | 1:25,21 |

Località: Pitztal

#### Slalom gigante
| Pos. | Atleta               | Nazione |
| ---- | -------------------- | ------- |
| 1    | Anita Wachter        | Austria |
| 2    | Michaela Dorfmeister | Austria |
| 3    | Stefanie Schuster    | Austria |

Località: Schladming

#### Slalom speciale
| Pos. | Atleta        | Nazione |
| ---- | ------------- | ------- |
| 1    | Anita Wachter | Austria |
| 2    | Elfi Eder     | Austria |
| 3    | Manuela Lieb  | Austria |

Località: Ramsau am Dachstein

#### Combinata
| Pos. | Atleta               | Nazione |
| ---- | -------------------- | ------- |
| 1    | Cornelia Meusburger  | Austria |
| 2    | Barbara Raggl        | Austria |
| 3    | Michaela Dorfmeister | Austria |

Località: Pitztal, Ramsau am Dachstein, Schladming

Classifica stilata attraverso i piazzamenti ottenuti
in discesa libera, slalom gigante e slalom speciale